# يان بورنس (لاعب سنوكر)
يان بورنس (بالإنجليزية: Ian Burns)‏ هو لاعب سنوكر بريطاني، ولد في 11 مارس 1985 في برستون في المملكة المتحدة.

## وصلات خارجية
- يان بورنس على موقع CueTracker.net (الإنجليزية)
- يان بورنس على موقع بطولة العالم للسنوكر (الإنجليزية)